# 大衛·蓋爾 (演員)
大衛·昆汀·蓋爾（英語：David Quentin Gale，1936年10月2日—1991年8月18日），英國男演員。時常在英美影視作品中扮演奸角；事業以70和80年代肥皂劇起步，作品如《祕密風暴》（1972年至1974年）、《夜的邊緣》（1976年至1977年）《尋找明天》（1982年至1983年）。之後在1985年電影《幽靈人種》及1990年續集《幽靈人種2：再續人種》中飾演卡爾·希爾醫生（Dr. Carl Hill）而成名。
憑藉《幽靈人種》的成功使他得以陸續在科幻和恐怖片中擔任反派，如《腦魔》（1988年）、《幽靈警探》（1990年）、《異魔》（1990年）和《強殖裝甲》（1991年）。
1991年8月18日，蓋爾在美國加利福尼亚州洛杉矶因心脏直视手术併發症而過世。

## 外部連結
- 大衛·蓋爾在互联网电影资料库（IMDb）上的資料（英文）